# 295 î.Hr.

## Nașteri
- dată necunoscută: Apollonius din Rodos  (d. 215 î.Hr.)